# Shaula
Lambda Scorpii (λ Sco, λ Scorpii) é a segunda estrela mais brilhante da constelação de Scorpius, e uma das mais brilhantes do céu. É também conhecida pelo nome de Shaula, que vem do árabe الشولاء al-šawlā´ que significa "o agulhão" em referência à ponta da cauda do Escorpião.
Lambda Scorpii é na verdade um sistema de múltiplas estrelas.  
Na bandeira do Brasil ela representa o Rio Grande do Norte.